# Lamnao Singto
Lamnao Singto (Luang Prabang, 15 april 1988) is een Laotiaanse profvoetballer die momenteel onder contract staat bij YOTHA FC, maar is uitgeleend aan Perak FA. Hij speelt als spits en is sinds 2004 speler van het Laotiaans voetbalelftal.